# Antropologia filosòfica
L'antropologia filosòfica és la disciplina que reflexiona sobre què constitueix la humanitat de la persona, els seus trets distintius com a individu i les idees que estan al rerefons de l'antropologia general. Intenta unir les aportacions de les diferents ciències per definir i caracteritzar l'ésser humà (d'on ve, que el fa únic, el sentit de la vida, com es relaciona amb l'entorn....). Com a disciplina de la filosofia independent sorgeix a principis del segle XX a Alemanya.
Els principals autors d'aquesta branca del saber són Max Scheler, Ernst Cassirer, Martin Heidegger, Paul Ricoeur i Martin Buber.